# Отделение реанимации и интенсивной терапии

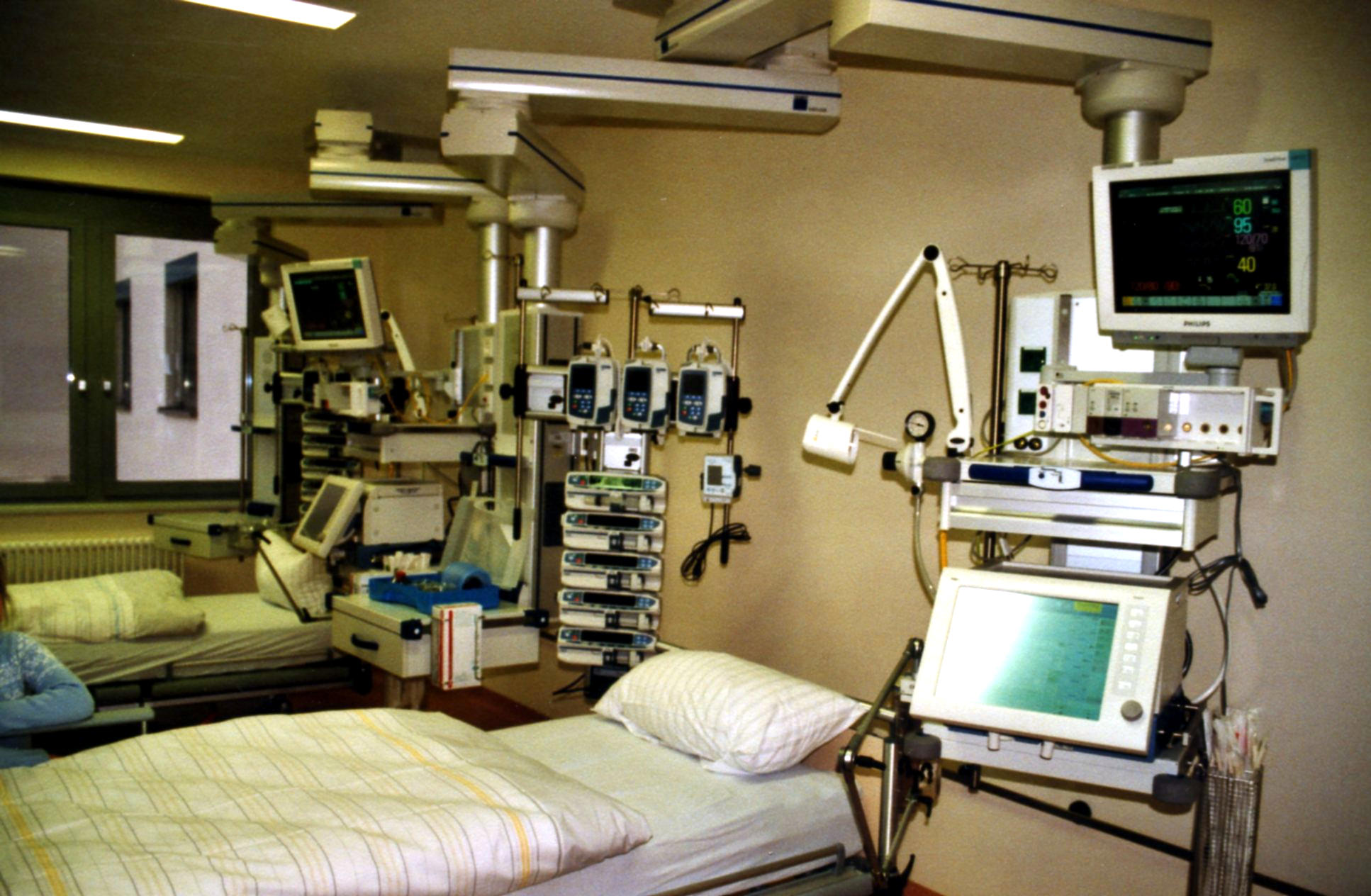
Реанимационная койка с прикроватным оборудованием

Отделе́ние реанима́ции и интенси́вной терапи́и (ОРиИТ, ОРИТ, отделе́ние реанима́ции, реанима́ция) — стационарное отделение в крупном медицинском учреждении (больнице, госпитале), при медицинском университете, предназначенное для оказания неотложной медицинской помощи, проведения реанимации и интенсивной терапии больных. Может иметь специализацию: лечение больных с определёнными заболеваниями, новорождённых.

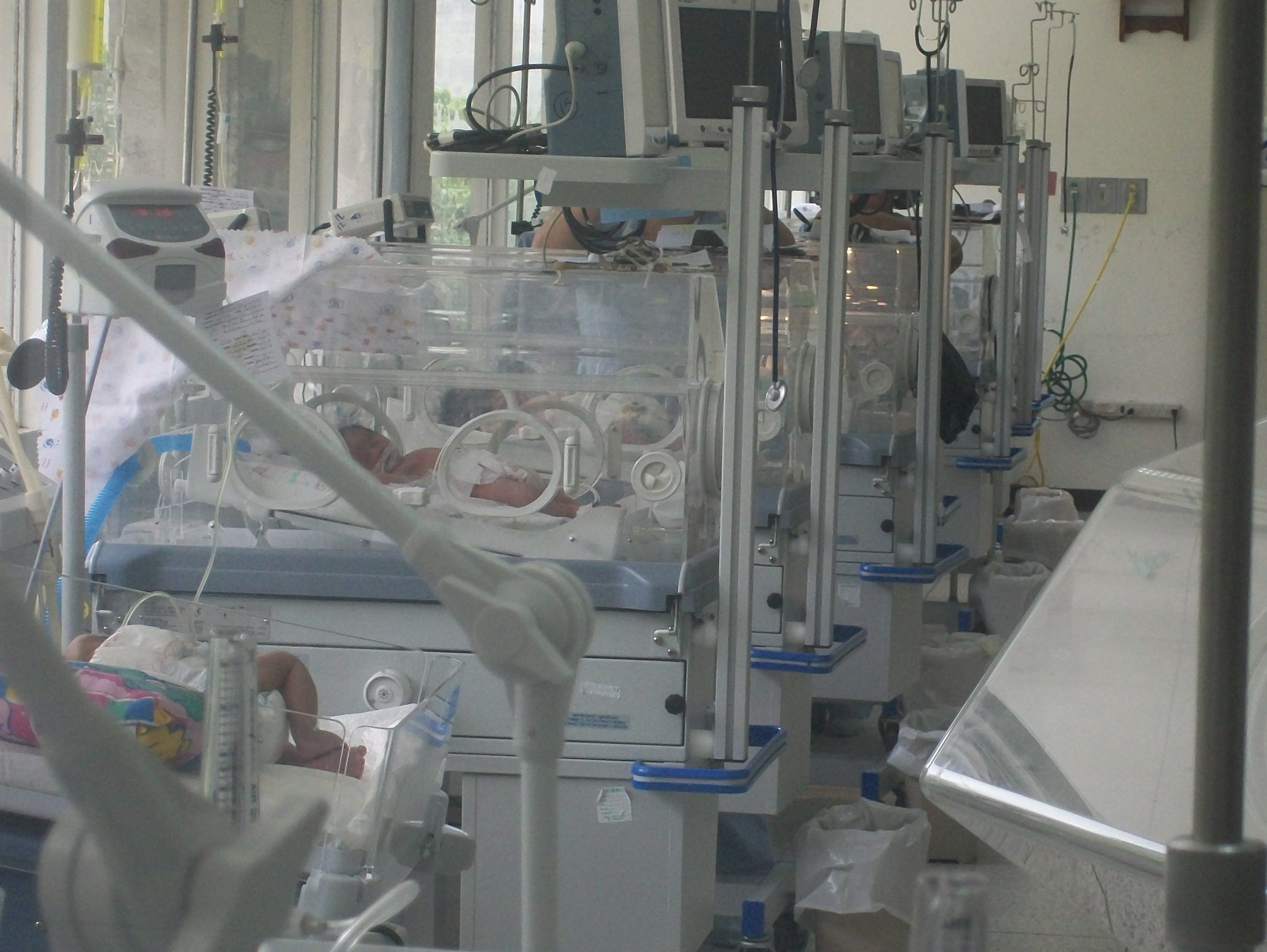
Отделение реанимации и интенсивной терапии новорождённых, центральная больница Маракая, Венесуэла

## История
В 1936 году в СССР Владимир Неговский организовал первый в мире научный реанимационный центр, названный лабораторией специального назначения по проблеме «Восстановление жизненных процессов при явлениях, сходных со смертью». В период Великой Отечественной войны он впервые применил разработанный комплекс реанимационных мероприятий для спасения раненых. В 1945–1946 годах Неговский опубликовал в Journal of the American Medical Association и Nature сообщения о клиническом опыте использования разработанного им метода сердечно-лёгочной реанимации.
Первое в мире отделение интенсивной терапии было создано в 1953 году в Копенгагене датским врачом Бьорном Ааге Ибсеном, который занимался разработкой способов искусственной вентиляции лёгких.
В 1959 году по инициативе Неговского был создан первый в СССР прообраз реанимационного отделения, который получил название «Центр по лечению шока и терминальных состояний».
Первую в мире программу обучения интенсивной терапии ввёл в США в 1960-е годы Петер Сафар.

## Описание
Отделения реанимации и интенсивной терапии бывают как специализированные в составе многопрофильных лечебных учреждений, так и не специализированные. Специализированные ОРиИТ разделяются по типу патологии, больные с которой в них направляются преимущественно.
Как правило, ОРиИТ является одним из самых финансово затратных отделений. Это связано со спецификой работы, необходимости поставки дорогостоящих препаратов и специфического дорогостоящего оборудования.
ОРиИТ развёртывается как правило обособленно, отделяется от остальных отделений дополнительной дверью, в некоторых случаях санпропускником.
В среднем в ОРиИТ на 4—6 больных приходится один врач-реаниматолог, и 1—2 человека среднего медицинского персонала. Это число может варьироваться в зависимости от типа патологии преимущественно поступающей в ОРИТ и от кадровой оснащённости конкретной больницы.

## Посещение пациентов
В РФ родственники могут посещать находящихся в реанимации пациентов с 2015 года, что в середине марта 2016 года подтвердил представитель Министерства здравоохранения. Ранее, в начале марта 2016 года на сайте Change.org было опубликовано обращение в это ведомство с подобной просьбой, которое к 15 марта 2016 года подписали более 130 тысяч человек.